# Mañana es hoy
Mañana es hoy (bra: O Amanhã É Hoje) é um filme espanhol de 2022, do gênero comédia, dirigido por Nacho G. Velilla e estrelado por Javier Gutiérrez e Carmen Machi. Constitui o primeiro filme espanhol original da Amazon Prime Vídeo. Trata-se de um filme ambientado nos anos 1991 e 2022, com viagens no tempo entre ambos. 

## Elenco
- Javier Gutiérrez - José Luis "Pepe" Gaspar
- Carmen Machi - Pilar "Pili" Castellanos
- Pepón Nieto - Quique (adulto)
- Carla Díaz - Lucía "Lulú" Gaspar Castellanos
- Asier Rikarte - Rodrigo Gaspar Castellanos
- Antonia San Juan - Elvirita
- Sílvia Abril - Ana Clara Estela Rodríguez
- Gabriel Guevara - Charly (adolescente)
- Antonio Pagudo - Charly (adulto)
- Mina El Hammani - Andrea
- Aixa Villagrán - Eva
- Marta Fernández Muro - Dona Fina
- Óscar Reyes - Milton

## Localizações
Parte do filme está gravada no centro da cidade de Guadalajara, Espanha. As filmagens neste local duraram 12 dias, onde ambientaram os diversos comércios da cidade para filmar Mañana es hoy. A antiga papelaria denominada "Papelería Vacas" foi convertida em uma loja de fotografias, a sede da UGT se chamou "Droguería Antonio", a suposta mercearia era o açougue dos Irmãos Poveda, e o local de lazer escondia na realidade uma academia.
O bairro de Móstoles, em Madrid, também forma parte da localização do filme, onde um parque de diversões foi montado. Isso causou certa confusão, já que as pessoas pensaram que se tratava de uma feira de Natal aberta ao público.

## Reconhecimento
É o primeiro filme espanhol original da Amazon Prime.